# Murat Tuncel
Murat Tuncel (Kars, 1952) is een Turkse schrijver en journalist.
Na zijn beroepsopleiding werkte hij jarenlang als leraar op een basisschool in Turkije. Hij heeft nog een opleiding gevolgd en werd leraar in de Turkse taal en werd als journalist verbonden aan diverse kranten en tijdschriften.
Daarnaast publiceerde hij elf boeken in het Turks, waaronder verhalenbundels, romans en kinderboeken. Twee van zijn romans en een verhalenbundels werden in Turkije met literaire prijzen onderscheiden.
Zijn eerste verhaal verscheen in 1979 in dagblad Uyanış. Zijn latere verhalen worden in de literaire tijdschriften Varlık, Evrensel Kültür, Damar, Edebiyat Dünyası, Kıyı, Gösteri Sanat, Cumhuriyet Kitap gepubliceerd. Van hieruit levert hij ook bijdragen aan Turkse literaire tijdschriften over bijvoorbeeld Nederlandse en Vlaamse literatuur.
Sinds 1994 woont hij in Den Haag, werkt er in een basisschool en hij heeft ook literaire les op het Rotterdams Conservatorium gegeven.

### Romans
- Maviydi Adalet Sarayi (Valse Hoop) 1996

- Üçüncü Ölüm (Het derde sterven) 1998

- Inanna 2007

- Osmanlilar 1, Trakya Gunesi (Ottomaanse Rijk 1/Zoon van de Tricia)

### Jeugdroman
- Süper Kurbağa (Superkikker) 1984

### Verhalenbundels
- Dargın Değilim Yaşama (Ik haat het leven niet) 1981

- Mengelez 1984

- Güneşsiz Dünya (Wereld zonder zon) 1986

- Beyoğlu Çığlıkları (Geschreeuw van Beyoğlu) 1989

- Gölge Kız (Schaduwmeisje) 2002

### Herinneringsboek
- Yarım Ağız Anılar (Halve mondherinneringen) 1998

### Kinderverhalen
- Tipi (Sneeuwstorm) 1982

- Buluta Binen Uçak (Vliegtuig stapt in de wolk) 1984

- Şakacı Masallar (Grappige Sprookjes) 2005